# آربالو د لا سیرا
آربالو د لا سیرا (به اسپانیایی: Arévalo de la Sierra) یک دهستان در اسپانیا است که در سریا واقع شده‌است.

## خصوصیات
آربالو د لا سیرا ۳۹ کیلومترمربع مساحت و ۹۴ نفر جمعیت دارد.